# Purge de 2017 en Arabie saoudite
Plusieurs centaines de princes, ministres et hommes d'affaires saoudiens font l'objet d'une purge le 4 novembre 2017 en Arabie saoudite, quelques semaines après la création d'un comité anti-corruption dirigé par le prince héritier Mohammed ben Salmane (MBS).
Il existe trois hypothèses concernant les motifs de la purge : une véritable répression de la corruption, un projet visant à gagner de l'argent ou l'obtention du contrôle des principaux leviers du pouvoir.
Les personnalités visées par ce coup de filet, au moins cinq cents, sont retenues prisonnières à l'hôtel Ritz-Carlton de Riyad (là où fut annoncée la nouvelle ville de Neom le 24 octobre 2017), qui cesse alors d'accepter de nouvelles réservations et demande aux autres clients de quitter les lieux. Des jets privés sont également immobilisés pour empêcher les suspects de fuir le pays.
Les arrestations aboutissent à la mise à l'écart définitive du clan du défunt roi Abdallah et à la consolidation complète par MBS du contrôle des trois branches des forces de sécurité, faisant de lui l'homme le plus puissant d'Arabie saoudite depuis son grand-père, le premier roi, Ibn Séoud.
Les banques saoudiennes gèlent plus de 2 000 comptes nationaux dans le cadre de la répression. Selon The Wall Street Journal, le gouvernement saoudien cible des liquidités et des actifs d’une valeur pouvant atteindre 800 milliards de dollars. Les autorités saoudiennes affirment que ce montant est constitué d'actifs d'une valeur de 300 à 400 milliards de dollars environ, dont elles pourraient prouver qu'ils sont liées à la corruption.
Le procureur général, cheikh Saoud Al Motjeb, déclare dans un communiqué que les arrestations ne sont « que le début d'un processus vital visant à éradiquer la corruption, où qu'elle existe ». Il ajoute que les personnes détenues auront accès à un avocat et s'engage à tenir leurs procès « de manière rapide et transparente ». Pendant ce temps, le roi Salmane nomme 26 nouveaux juges.
MBS déclare : « Nous leur montrons tous les fichiers que nous avons et dès qu’ils les voient, environ 95 % acceptent un règlement... Environ 1 % sont en mesure de prouver qu'ils sont sans danger et leur cas est abandonné là. Environ 4 % disent ne pas être corrompus et, avec leurs avocats, vouloir aller devant les tribunaux ». Interrogé sur des informations faisant état de liquidités et d'actifs totalisant 800 milliards de dollars appartenant à des personnes accusées de corruption, le responsable a déclaré : « même si nous récupérons 100 milliards de dollars, ce serait bien ».

## Allégations
Les allégations incluent du blanchiment d’argent, de la corruption, de l’extorsion d’autorités et la mise à profit de fonctions publiques pour un gain personnel.
De nombreux analystes estiment que la campagne vise à réprimer les critiques de Mohammed ben Salmane. Après l' assassinat de Jamal Khashoggi , Middle East Eye révèle, en citant des sources saoudiennes anonymes, que ce meurtre fait partie d'une opération plus vaste d'assassinats silencieux de critiques du gouvernement saoudien par un escadron de la mort appelé Tiger Squad, composé agents des services secrets les plus fiables et expérimentés du prince héritier, ben Salmane. La « brigade des tigres » assassine des dissidents en utilisant diverses méthodes, telles que des accidents de voiture planifiés, des incendies de maison ou un empoisonnement dans une clinique en injectant des substances toxiques à un membre de l’opposition dirigé vers un hôpital saoudien pour un bilan de santé régulier. L’escouade composée de cinq membres fait partie des 15 membres de l’escadron de la mort chargés d’assassiner Khashoggi. Selon les sources, ben Salmane choisit le meurtre silencieux au lieu de l'arrêter comme méthode de répression, car le seul fait d'arrêter les dissidents suscite des pressions internationales pour qu'ils soient libérés, alors que le meurtre silencieux le recouvre comme un incident naturel. Le prince Mansour ben Moukrine (en), mort dans le crash inexpliqué de son hélicoptère alors qu'il fuyait le pays le 5 novembre, pourrait être une autre victime du Tiger Squad. Meshal Saad al-Bostani, membre de l'escouade du tigre et lieutenant de l'armée de l'air saoudienne, qui serait à l'origine du meurtre, est lui-même victime d'un poison alimentaire et décède des suites d'un accident de voiture[pas clair]. Une autre victime est Suliman Abdul Rahman al-Thuniyan, un juge saoudien assassiné par injection d'un virus mortel alors qu'il se rend à l'hôpital pour un bilan de santé régulier. Cela se produit après qu'il s'est opposé à la vision économique 2030 de ben Salmane.

### Corruption
Le roi Salmane déclare que le comité anti-corruption doit « identifier les infractions, les crimes et les personnes et entités impliquées dans des affaires de corruption publique ». Il évoque également « l'exploitation par certaines âmes faibles qui ont mis leurs propres intérêts avant les intérêts du public afin de générer des revenus illicites ».

### Extrémisme
Le 24 octobre 2017, Mohammed ben Salmane, qui a ordonné les arrestations, déclare aux investisseurs à Riyad : « nous retournons à ce que nous étions auparavant, un pays d'islam modéré ouvert à toutes les religions et au monde ». Il s'engage également à lutter « très bientôt » contre « l'extrémisme ».

## Liste des personnes impliquées
Les personnes arrêtées, détenues ou démises de leurs fonctions incluent, sans toutefois s'y limiter :

### Princes

#### Détenus
- Prince Al-Waleed ben Talal , homme d'affaires milliardaire [16] (publié le 27 janvier 2018, selon l'Agence France-Presse[17])
- Le prince Fahd ben Abdallah ben Mohammed Al Saoud, ancien vice-ministre de la Défense [18]
- Prince Moutaïb ben Abdallah ben Abdelaziz Al Saoud , ancien chef de la Garde nationale saoudienne et fils de l'ancien roi Abdullah[19]. Il est considéré comme le plus puissant des personnes arrêtées
- Le prince Turki ben Abdallah (en) , un autre fils du roi Abdallah et ancien gouverneur de la province de Riyad[20]
- Le prince Turki ben Nasser Al Saoud (en) , ancien président de la présidence de la météorologie et de l'environnement [21].

#### Statut incertain
- Le destin du prince Abdelaziz ben Fahd Al Saoud (en) , le plus jeune fils du roi Fahd, est incertain. Selon certaines rumeurs, Abdelaziz, âgé de 44 ans, aurait été tué alors qu'il résistait à une arrestation, mais le ministère saoudien de l'information a publié un communiqué dans lequel il affirmait que le prince était « bien vivant[22] ».

### Politiciens

#### Détenus
- Adel Fakeih (en) , ancien ministre de l'Économie et du Plan
- L'amiral Abdullah ben Sultan ben Mohammed al-Sultan (en) , commandant de la marine royale saoudienne
- Ibrahim ben Abdelaziz ben Abdallah al-Assaf (en) , ancien ministre des Finances
- Khalid al-Tuwaijri (en) , ancien chef de la cour royale
- Mohammed al-Tobaishi (en) , ancien responsable du protocole à la Cour royale[23].

### Hommes d'affaires

#### Détenus
- Abdulrahman Fakieh, homme d'affaires[24]
- Omar al-Dabbagh (en), homme d'affaires, PDG du groupe Al-Dabbagh (ADG)
- Bakr ben Laden (en) , président du Saudi Binladin Group [25] et demi-frère d' Oussama ben Laden
- Khalid Abdallah al-Molhem (en) , ancien chef de Saudi Arabian Airlines
- Loai Nasser, homme d'affaires éminent
- Mansour al-Balawi (en) , homme d'affaires éminent
- Mohammed al-Amoudi , homme d'affaires milliardaire ethiopo-saoudien [26]
- Nasser al-Tayyar (en), homme d'affaires, membre du conseil d'administration non exécutif, Al Tayyar Travel Group [27]
- Saleh Abdallah Kamel (en) , homme d'affaires milliardaire, propriétaire du réseau de radio et de télévision arabe et fondateur du groupe Dallah al-Baraka (en)[28]
- Saoud al-Daweesh, ancien directeur général de Saudi Telecom Company
- Waleed Al Ibrahim (en), homme d'affaires milliardaire, beau-frère du roi Fahd , président de la Middle East Broadcasting Company (MBC) [29]
- Zuhair Fayez, homme d'affaires éminent.

## Réactions
Selon Sam Blatteis, responsable des politiques publiques au Moyen-Orient chez Deloitte et ancien responsable des politiques publiques chez Google dans le golfe Persique, « il s'agit de la chose la plus proche de la glasnost au Moyen-Orient ». D'autres hommes d'affaires comparent la purge aux attaques du président russe Vladimir Poutine contre des oligarques russes pour des motifs politiques. The Economist compare la purge à la campagne anti-corruption menée par Xi Jinping , secrétaire général du Parti communiste chinois . Thomas Friedman du New York Times  appelle cela le Printemps arabe d'Arabie saoudite.
En Arabie saoudite, la purge est soutenue par le Conseil des oulémas.

## Conséquences
La purge de l'élite politique et économique saoudienne en 2017 est suivie en 2018 par l'arrestation de 17 militantes des droits des femmes, notamment Aziza al-Yousef, Loujain al-Hathloul, Eman al-Nafjan, Aïcha al-Mana et Madeha al-Ajroush ainsi que Hatoun al-Fassi, activiste des droits des femmes et professeure agrégée d'histoire des femmes. Israa al-Ghomgham, militante des droits de l'homme de la province ach-Charqiya, et son mari, déjà emprisonnés depuis décembre 2015, sont menacés de décapitation par la loi, ainsi que quatre de leurs collègues. Une audience finale se déroule le 28 octobre 2018 devant le tribunal pénal spécialisé.

## Voir également
- Politique en Arabie saoudite
- Crise libano-saoudienne de 2017